# Souhey
 Souhey  es una población y comuna francesa, en la región de Borgoña, departamento de Côte-d'Or, en el distrito de Montbard y cantón de Semur-en-Auxois.

## Demografía
| 34 | 38 | 47 | 75 | 75 | 74 |
| Para los censos de 1962 a 1999 la población legal corresponde a la población sin duplicidades (Fuente: INSEE [Consultar]) |    |    |    |    |    |